# Kunjirap
Der Kunjirap ist der 81 km lange linke Quellfluss des Hunza im pakistanischen Sonderterritorium Gilgit-Baltistan.

## Verlauf
Der Kunjirap entspringt unweit vom Kunjirap-Pass nahe der Grenze zur Volksrepublik China. Von dort fließt er in überwiegend westlicher Richtung durch das Bergland. Das Flusstal bildet die Trennlinie zwischen Hindukusch im Norden und Karakorum im Süden. Bara Khun von rechts und Ghujerab von links sind größere Nebenflüsse des Kunjirap. Der Karakorum Highway folgt dem Flusslauf. Er nimmt noch 6,5 km oberhalb der Mündung den Kilik rechtsseitig auf und vereinigt sich schließlich bei der Ortschaft Sust mit dem Chapursan zum Hunza.